# Kerk van de Ontslapenis van de Moeder Gods (Sint-Petersburg)
De Kerk van de Ontslapenis van de Moeder Gods (Russisch: Храм Успения Пресвятой Богородицы) is een Russisch-orthodoxe kerk in de Russische stad Sint-Petersburg. De kerk is gelegen aan de Neva in de historische wijk Malaja Ochta aan de Maloochtinski Prospekt.

## Geschiedenis
Op de plek stond ooit een Lutherse Mariakerk. Deze kerk werd in 1720 gesloopt voor een houten orthodoxe kerk gewijd aan Maria Magdalena die later vervangen werd door een stenen kerk. In 1938 werd de kerk gedurende de antireligieuze campagne van Stalin gesloten. Tijdens het beleg van Leningrad werd het plaatselijke kerkhof gebruikt voor de aanleg van massagraven om de slachtoffers van de belegering te bergen. In 1960 werd de Maria Magdalenakerk gesloopt.
In de jaren 90 werd het plan opgevat om een kerk te bouwen op de voormalige begraafplaats ter nagedachtenis van de burgers die stierven tijdens de belegering van de stad in 1941-1944. Daarom wordt de kerk in de volksmond vaak blokkade-kerk genoemd. De financiële middelen voor bouw waren afkomstig van publieke donaties. Honderden burgers betaalden voor de bouwstenen van de kerk met daarop hun namen. Het gebouw werd in de jaren 1996-2001 voltooid in de stijl van de oude Russische architectuur.
Tijdens de bouw stortte bij een hevige windvlaag de bouwstelling in waarbij 7 mensen gewond raakten. Eén persoon, de 42-jarige Viktor Jarosjenko, kwam hierbij om het leven. Hij werd bij de kerk begraven. In 2007 werd bij de kerk een monument onthuld voor de slachtoffers van de terroristische aanslag in Beslan, waarbij honderden mensen om het leven kwamen. Het monument betreft een bronzen sculptuur van de Heilige Maagd Maria met een kind in Haar armen voor een gebroken kruis van graniet dat de verwoeste muren van de school symboliseert. In de kerk worden regelmatig herdenkingsdiensten gevierd voor hen die stierven tijdens het beleg. Naast de kerk is een kapel.